# Xã Cleveland, Quận Cuming, Nebraska
Xã Cleveland (tiếng Anh: Cleveland Township) là một xã thuộc quận Cuming, tiểu bang Nebraska, Hoa Kỳ. Năm 2010, dân số của xã này là 181 người.